# Paysandú

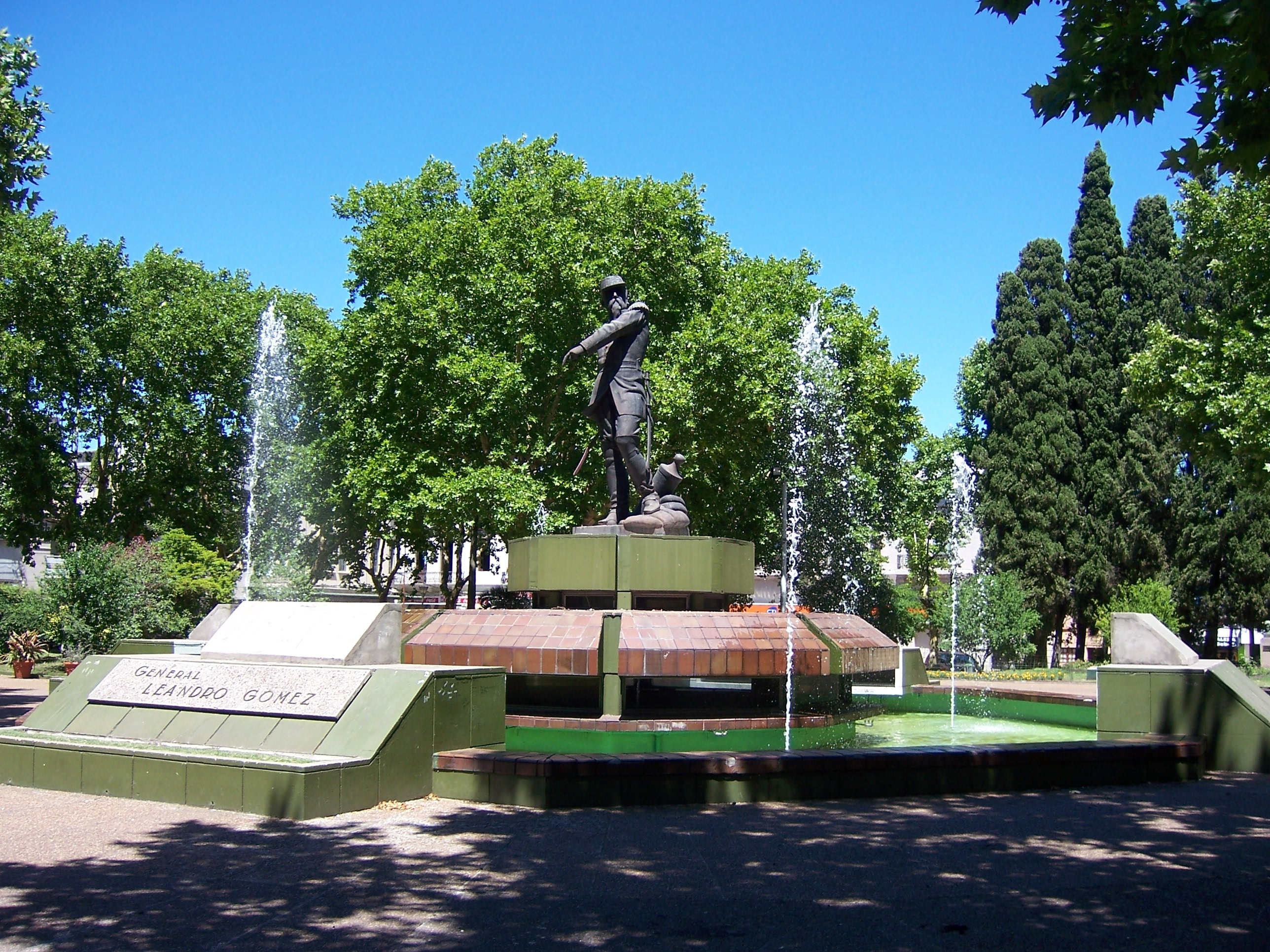
Paysandú

Paysandú este un oraș din Uruguay, capitala departamentului Paysandú. În 2011 avea o populație totală de 76.429 locuitori.